# Quotes participatives
Les quotes participatives són instruments financers negociables emesos per les Caixes d'estalvis espanyoles que permeten als inversors obtenir una rendibilitat anual i participar en el repartiment dels beneficis de l'entitat. Es poden comprar i vendre en borsa de valors.
El Banc d'Espanya les defineix com “actius financers o valors negociables que poden emetre les caixes d'estalvis”.
Donat que les caixes d'estalvis no són societats anònimes compostes per accions, sinó instituciones no lucratives de caràcter benèfico-social, cap particular en pot tenir la propietat, ja que estan sotmeses a un sistema de control on intervenen els impositors, els empleats i les institucions públiques locals. Això no obstant, l'emissió de quotes de quotes participatives permet a aquestes entitats reforçar els seus balanços de comptabilitat i captar capital.

## Legislació
Les quotes participatives van ser introduïdes l'any 2004 pel Reial decret 302/2004.
La Caja Mediterráneo, CAM, va ser la primera a emetre-les.
A diferència de les accions financeres, les quotes no atorguen drets polítics, només drets econòmics (cobrar-ne la retribució derivada).

## Rendibilitat
Com a instruments de renda variable la seva rendibilitat depèn de la seva evolució econòmica i de la seva política de repartiment de l'excedent de lliure disposició de l'entitat emissora.